# Stegana undulata
Stegana undulata är en tvåvingeart som beskrevs av Meijere 1911. Stegana undulata ingår i släktet Stegana och familjen daggflugor. Inga underarter finns listade i Catalogue of Life.